# Imgur
Imgur (/ˈɪmɪdʒər/, estilizado imgur) é um servidor de hospedagem de imagem fundado em 2009 por Alan Schaaf. O lema da empresa é "O lar da hospedagem de imagens mais popular da internet, com auxilio em tempo real por uma comunidade dedicada que comenta, vota e compartilha”.
No dia 26 de junho de 2013, o Imgur lançou a sua primeira ferramenta de criação de conteúdo, Imgur Meme Generator,  que oferece a criação de um simples meme, e uma galeria de templates com os mais populares.

## Serviços
Hospeda imagens de forma gratuita e Pro.
Contas gratuitas estão limitadas a 225 imagens, enquanto na conta Pro (paga) o número de imagens é ilimitado.
A tamanho máximo de cada imagem no modo gratuito é 5 MB, sendo 10 MB para contas Pro.
O valor da anuidade da conta pro encontra-se por US$ 23,95.
O Imgur é muito limitado para contas gratuitas, o que compromete sua qualidade, porém ele é o servidor de imagens com maior recurso atualmente, oferecendo um player de imagens em Html muito útil para utilização em páginas externas.